# RShare
RShare 是一個匿名的點對點技術文件共享系統。它提供防止分析誰在下載或者分享檔案，跟具有較強的加密性來防範串流分析。用戶端不再開發或是維護，但是用戶端的原始碼已經被用於建立 StealthNet 用戶端可以適用於 RShare 網路協定，它依然還在開發。

## 特點
- 搜尋功能以及檔案註解和評分功能。
- 中斷下載的檔案續傳。

## 缺點
- 沒有關於網路協定的技術文件。
- 匿名性未經證實。
- 原始碼都沒有文件。

## 可用於 RShare 網路的用戶端
- RShare
- StealthNet

## 外部連結
- （德文）官方網站（页面存档备份，存于）
- （英文）StealthNet（页面存档备份，存于）
- （英文）StealthNet Web-UI（页面存档备份，存于）